# Бензу
Бензу (на арабски: بنزوه) е село в Северен Алжир, област М'сила, околия Улед Сиди Брахим, община Бензу, административен център на едноименната община Бензу.
По оценка на Националната служба по статистика на Аблжир община Бензу е изцяло селска, а селището Бензу не отговаря на изискването за град в Алжир да има население от поне 5000 души. Селото има 2316 жители, а населението на общината е 5636 души (преброяване, 14 април 2008).
Разположен е на 764 метра надморска височина в Атласките планини, на 25 километра северозападно от гр. Бу Саада и на 175 километра югоизточно от столицата Алжир.